# Valeriana macrorhiza
Valeriana macrorhiza là một loài thực vật có hoa trong họ Kim ngân. Loài này được Poepp. ex DC. miêu tả khoa học đầu tiên năm 1830.